# Bosquetia FC Frameries
Bosquetia Football Club Frameries was een Belgische voetbalclub uit Frameries. De club was aangesloten bij de KBVB met stamnummer 2715 en had groen en wit als clubkleuren. De club speelde in haar geschiedenis zeven seizoenen in de nationale reeksen.

## Geschiedenis
Bosquetia FC Frameries werd opgericht op 1 juni 1938. Bij de toetreding tot de KBVB kreeg het stamnummer 2715.
In 1966 promoveerde de club naar Vierde klasse. Na zeven seizoenen op nationaal niveau te hebben gespeeld, degradeerde de club weer. Het zou niet meer promoveren naar Vierde klasse.
Uiteindelijk zou de club in 1988, het jaar dat de club 50 jaar bestond, een fusie aangaan met Sporting Club Frameries (stamnummer 2811). De fusieclub zou verder gaan onder de naam Sporting Club Bosquetia Frameries met het stamnummer van SC Frameries. Het stamnummer van Bosquetia FC Frameries werd geschrapt.

## Resultaten
| Seizoen | Klasse | Klasse | Klasse | Klasse | Klasse | Klasse | Klasse | Klasse | Reeks             | Punten | Opmerkingen |
|         | I      | II     | III    | IV     | P.I    | P.II   | P.III  | P.IV   |                   |        |             |
| ------- | ------ | ------ | ------ | ------ | ------ | ------ | ------ | ------ | ----------------- | ------ | ----------- |
| 1965/66 |        |        |        |        | 1      |        |        |        | Eerste prov. Hen. | ?      |             |
| 1966/67 |        |        |        | 7      |        |        |        |        | Vierde Klasse D   | 31     |             |
| 1967/68 |        |        |        | 8      |        |        |        |        | Vierde Klasse A   | 33     |             |
| 1968/69 |        |        |        | 6      |        |        |        |        | Vierde Klasse C   | 35     |             |
| 1969/70 |        |        |        | 8      |        |        |        |        | Vierde Klasse C   | 28     |             |
| 1970/71 |        |        |        | 10     |        |        |        |        | Vierde Klasse B   | 30     |             |
| 1971/72 |        |        |        | 11     |        |        |        |        | Vierde Klasse A   | 27     |             |
| 1972/73 |        |        |        | 16     |        |        |        |        | Vierde Klasse B   | 16     |             |